# Catastro

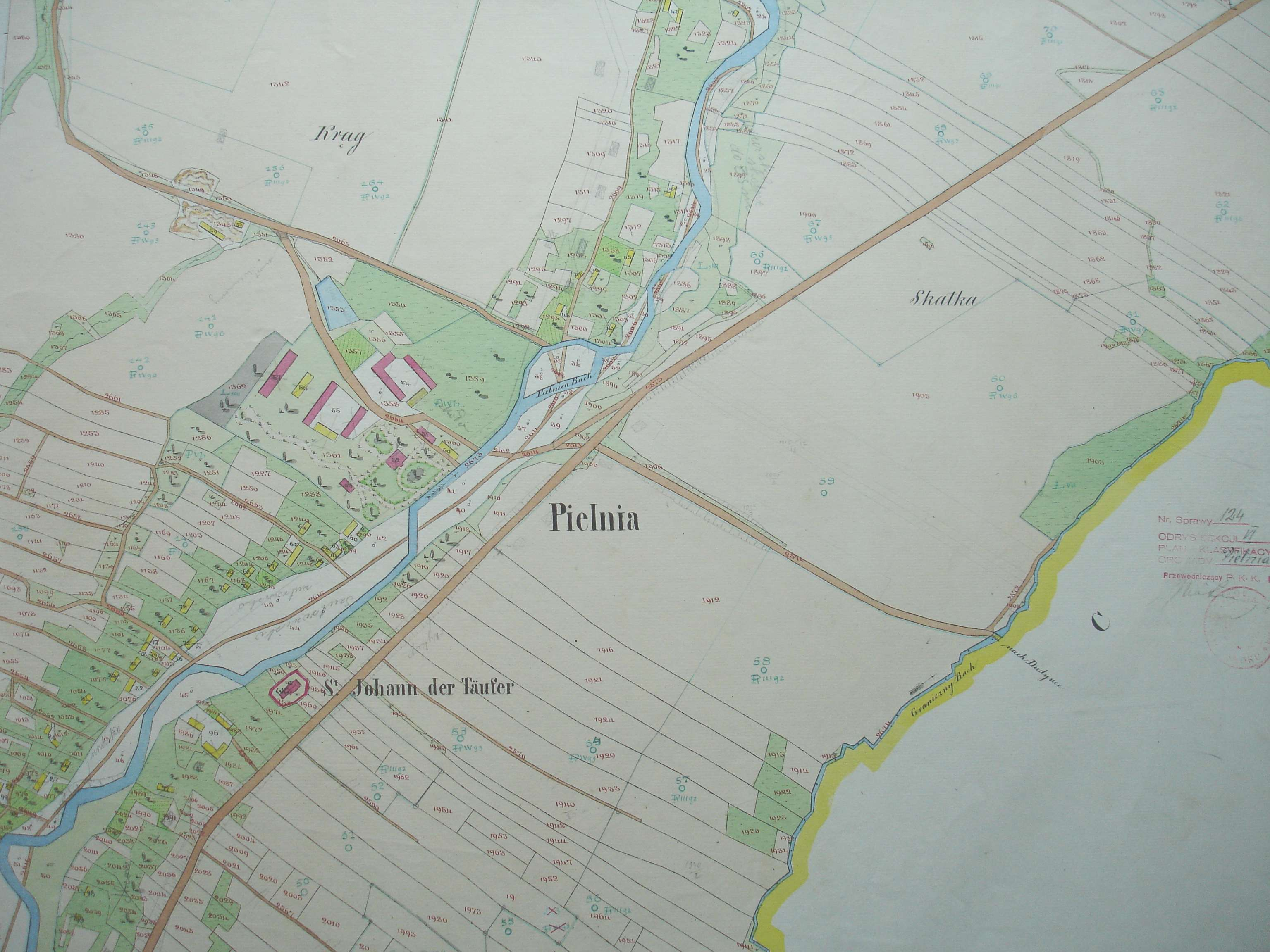
Un mapa catastral de la villa de Pielnia, 1852, Imperio austríaco.

El catastro, catastro inmobiliario o catastro territorial (derivado de la voz griega κατάστιχον, ‘registro’) es un registro administrativo dependiente del Estado en el que se describen los bienes inmuebles rústicos, urbanos y de características especiales. Entre las características del catastro se encuentra que es un registro estadístico para determinar la extensión geográfica y riqueza de alguna demarcación, y que en materia hacendaria es un apoyo para determinar el cobro de las imposiciones del estado, según lo manifestado en los registros.
El catastro asigna a los bienes inmuebles un identificador único y obligatorio para cada uno de estos denominado "referencia catastral", "clave catastral", "identificador inmobiliario" entre algunos otros términos equivalentes en cada país.

## Antecedentes

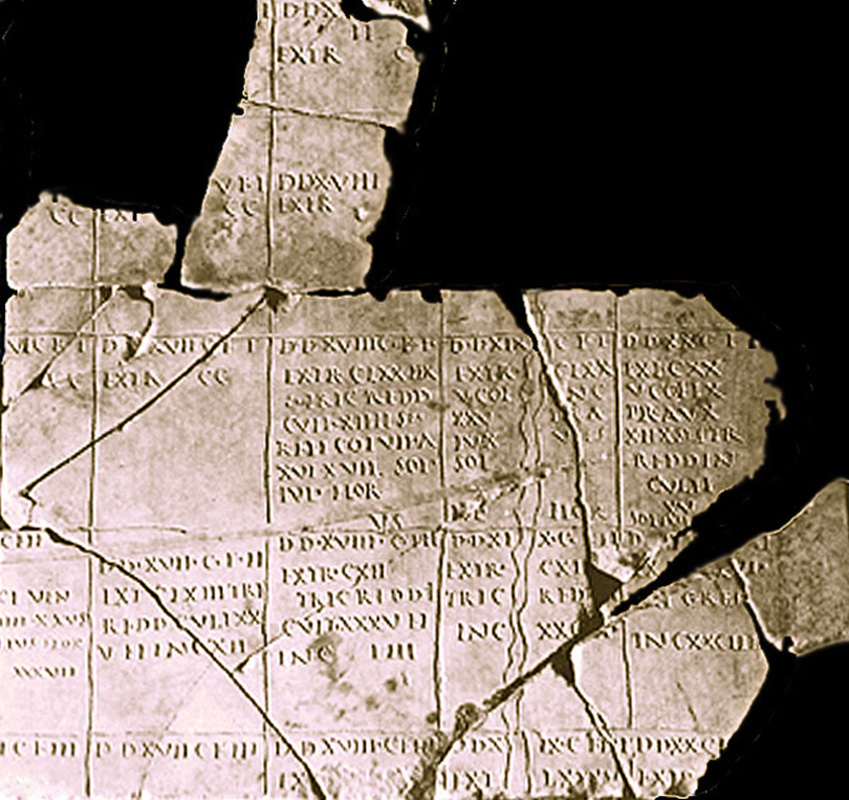
Catastro

En la Antigua Roma, el rey Servio Tulio instauró el Census Romano, con el propósito principal imponer el Tributum soli (Tributo a la Propiedad), que básicamente era la contribución al reino que pagaban "por cabeza" los nobles y terratenientes según el patrimonio inmobiliario que poseían.
Se entendía, y se entiende aún, por catastro el registro de los bienes inmuebles (ubicación, dimensiones, uso y valoración) y sus propietarios, que se utiliza para establecer el monto de la contribución que se impone sobre los bienes inmuebles según su producción, su renta o su valor, y derechos como servidumbres e hipotecas.
Se guardan registros del uso de este tipo de registros en Babilonia y Grecia donde se utilizaba como base impositiva, también en Egipto donde aparte de la función impositiva se lo utilizaba como reserva de datos de las dimensiones y ubicaciones de las parcelas para el replanteo de las mismas luego de las cíclicas crecidas del Nilo.
Otro ejemplo de catastro es el Domesday Book, creado por Guillermo I de Inglaterra, "El conquistador", utilizado para conocer los recursos de su reino.
El libro Becerro de las Behetrías de Castilla es el catastro español más antiguo conocido, fiel reflejo de la organización territorial castellana y que debía de servir de base a una futura reforma.
En Europa es donde los catastros son más precisos y perfectos, ejemplo de ello son los de Francia y Holanda (organizado el primero por Napoleón Bonaparte), Alemania, Reino Unido, y por supuesto España, que lo implanta después de la Guerra de Sucesión Española en los territorios afines al archiduque: Cataluña y los reinos de Aragón, Valencia y Mallorca, así como en América durante la época colonial. En 1749 se inició el que posiblemente es el más importante ejemplo de la época preestadística en todo el mundo: el Catastro de Ensenada, que incluía censo de población y muchos otros datos.

## Conceptualización

### Definición
No existe una única definición del catastro; la definición que más se aproxima es: “El Catastro es un inventario de la totalidad de los bienes inmuebles de un país o región de éste, permanente y metódicamente actualizado mediante cartografiado de los límites de las parcelas y de los datos asociados a ésta en todos sus ámbitos.”
Podemos establecer algunos elementos esenciales:
- Es un inventario o registro público; al servicio no solo de las distintas Administraciones sino del ciudadano y de la sociedad en general. Permite la consulta[1] y certificación de los datos.
- Global, de todos los bienes inmuebles de un determinado ámbito territorial.
- Actualizado. El Catastro tiene como objeto material el bien inmueble, la realidad física.
- Contiene información relativa a esos bienes inmuebles: datos gráficos (cartografía parcelaria y croquis catastral) y alfanuméricos (físicos, económicos y jurídicos).

Soporte de múltiples aplicaciones fiscales y económicas. Es un sistema de información del territorio rápido, fácil y eficaz.

### Finalidad
El concepto actual de catastro se basa en tres finalidades que le dan sustento, las cuales son: 
1. Dar una base para el planeamiento urbano y rural.
2. Calcular el monto de las contribuciones como el impuesto inmobiliario.
3. Guardar la seguridad jurídica del derecho de propiedad a través de la aprobación y archivo de las mensuras, que son la base de las escrituras de traslación y dominio.

### Secciones
El catastro está dividido en tres secciones:
1. Catastro Fiscal: Fija por medio del avalúo fiscal el valor de los bienes a fin de imponerle una contribución proporcional.
2. Catastro Jurídico: El cual contempla la relación entre el propietario o sujeto activo y la propiedad u objeto y la comunidad o sujeto pasivo.
3. Catastro Geométrico: Encargado de la medición, subdivisión, representación y ubicación del bien.

### Métodos
La incorporación en el Catastro de los bienes y de las alteraciones de sus características, es obligatoria y se realiza por alguno de los siguientes métodos:
- declaraciones, comunicaciones y solicitudes
- subsanación de discrepancias
- inspección catastral; pueden ser bien actuaciones de comprobación e investigación de hechos, actos, negocios y demás circunstancias relativas a los inmuebles susceptibles de originar una incorporación o modificación en el Catastro, bien de información, de valoración y de informe y asesoramiento.

Salvo prueba en contrario y sin perjuicio del registro de la propiedad, cuyos pronunciamientos jurídicos prevalecen, los datos contenidos en el Catastro Inmobiliario se presumen ciertos.

### Valoración
Los actos resultantes de estos procedimientos de incorporación deben ser motivados.
La formación y mantenimiento del Catastro, así como la difusión de la información catastral, es de competencia exclusiva del Estado. Estas funciones, que comprenden, entre otras, la valoración, la inspección y la elaboración y gestión de la cartografía catastral, se ejercerán por la Dirección General del Catastro, directamente o a través de las distintas fórmulas de colaboración que se establezcan con las diferentes Administraciones, entidades y corporaciones públicas, salvo la coordinación de valores y la de aprobación de las ponencias de valores que deben ser ejercidas en todo caso por la Dirección General del Catastro.

## Situación mundial

### España
En España, en el catastro, que es responsabilidad del Ministerio de Hacienda, a través de la Dirección General del Catastro, se describen los bienes inmuebles urbanos, rústicos y de características especiales.
En España la referencia catastral está compuesta por veinte caracteres alfanuméricos, organizados de distinta forma según la parcela sea urbana o rústica:
- En las parcelas urbanas, los 7 primeros dígitos indican el número de la parcela, los 7 caracteres siguientes la hoja del catastro en la que se encuentra, los 4 siguientes señalan el inmueble concreto dentro de la finca, y los dos últimos caracteres son de control (para detectar una posible errata en la transcripción).
- En las parcelas rústicas se indica la provincia (2 dígitos), el municipio (3 dígitos), el sector (una letra), el polígono (3 dígitos), la parcela (5 dígitos) y el inmueble dentro de la parcela (4 dígitos), con los dos últimos caracteres sirviendo para la función de control.[2]

La referencia catastral se puede obtener de diferentes fuentes, una de ellas es en el recibo del Impuesto sobre Bienes Inmuebles (IBI). Otra opción es a través de la oficina del catastro, y también a través de otros documentos referentes a los inmuebles como escrituras de compraventa o algunas cédulas de habitabilidad modernas.

### Latinoamérica
Actualmente la efectividad del cobro y administración de la propiedad inmueble a través del sistema catastral en América Latina está por debajo del promedio europeo (4 % del PIB), debido al rezago en los sistemas de organización de informativa. Los países con mayor efectividad son Argentina 1.47 %, Paraguay 1.2 %, Uruguay 1.1 %, Chile 0.6 %, y México 0.24 %, sobre el PIB.
El Comité Permanente sobre el Catastro en Iberoamérica (CPCI) es el organismo encargado de reglamentar y dar seguimiento a la actividad catastral en América Latina; realiza encuentros bianuales para favorecer el intercambio de experiencia de los gobiernos nacionales, y acordar políticas públicas para garantizar la justicia tributaria. Caracterizado por su preocupación ambiental y humanitaria, el CPCI sostiene como principio que

el Catastro en América Latina puede cooperar de una manera decidida en la búsqueda de la cohesión social al ser una herramienta que, debidamente utilizada, mejora en muy breve plazo los siguientes sectores críticos para el desarrollo social:
1. Refuerza la seguridad jurídica de la propiedad inmobiliaria y es un instrumento necesario para facilitar el acceso a la propiedad de millones de ocupantes ilegales que actualmente existen en Latinoamérica.
2. La utilización abierta y sencilla de la información catastral facilita la toma de decisiones tanto en el sector público como en el privado, al tiempo que incrementa de forma sustancial la transparencia en la gestión pública y en el mercado inmobiliario.
3. El Catastro es la herramienta definitiva para potenciar el Impuesto Predial, principal fuente de ingresos tributarios de los gobiernos subnacionales en muchos países latinoamericanos.

| Actualidad de los Catastros en América Latina | Actualidad de los Catastros en América Latina                                                     | Actualidad de los Catastros en América Latina                                                                                                | Actualidad de los Catastros en América Latina                                           | Actualidad de los Catastros en América Latina | Actualidad de los Catastros en América Latina                                                                         |
| País                                          | Institución                                                                                       | Legislación | Año                                                                                     | Cooperación Institucional | Enlace |
| --------------------------------------------- | ------------------------------------------------------------------------------------------------- | --- | --------------------------------------------------------------------------------------- | --- | --- |
| Argentina                                     | Consejo Federal del Catastro, Direcciones provinciales                                            | Ley 26209 | 15 de enero de 2007                                                                     | Instituto Geográfico Nacional, Federación Argentina de Agrimensores e Información Territorial Argentina | http://www.cfcatastro.com.ar/                                                                                         |
| Bolivia                                       | Instituto Nacional de Reforma Agraria, Dirección Nacional de Catastro Urbano, Municipios          | Ley INRA 1715, Decreto 8418, Ley Orgánica de Municipios                                                                                      | 18 de octubre de 1996, 16 de julio de 1968, 10 de enero de 1985                         | Instituto Geográfico Militar, Registro de Derechos Reales | https://web.archive.org/web/20160110180036/http://www.igmbolivia.gob.bo/catastro.php                                  |
| Brasil                                        | Cadastre Nacional de Imóveis Rurais, Municipales                                                  | Ley 10.267/2001 | 28 de agosto de 2001                                                                    | Sistema Nacional de Cadastro Rural, Cadastro Ambiental Rural, Cadastro Imóveis Rural, Sistema de Tributação da Terra | http://www.ibge.gov.br/                                                                                               |
| Chile                                         | Servicio de Impuestos Internos, Subdirección de Evaluaciones                                      | Ley Orgánica del Servicio de Impuestos Internos. Ley 7                                                                                       | 30 de septiembre de 1980                                                                | Conservadores de Bienes Raíces, División del Catastro Nacional de los Bienes del Estado, Direcciones de Obras Municipales, Centro de Información sobre Recursos Naturales | http://www.catastro.cl/                                                                                               |
| Colombia                                      | Instituto Geográfico Agustín Codazzi, Subdirección de Catastro                                    | Decreto 209, Decreto 208 | 1935                                                                                    | Unidad Administrativa Especial de Catastro Distrital de Bogotá, Oficinas Municipales de Catastro de Medellín y Cali, Oficina Departamental de Catastro de Antioquia | http://www.igac.gov.co Archivado el 17 de abril de 2017 en Wayback Machine.                                           |
| Costa Rica                                    | Registro Inmobiliario, Subdirección Catastral                                                     | Ley 6545, Decreto Ejecutivo 13607-J (Ley sobre Catastro Nacional), Ley 5695 Ley de Creación del Registro Nacional (Ley sobre la institución) | 13 de marzo de 1981, 25 de mayo de 1982, Ley 5695 Ley de Creación del Registro Nacional | | http://www.rnp.go.cr/catastro/index.htm                                                                               |
| Cuba                                          |                                                                                                   | Decreto-Ley 332 | 30 de junio de 2015                                                                     | Instituto de Planeación Física, Direcciones Municipales de Planeación Física, Oficina Nacional de Estadística e Información, Oficina Nacional de Hidrografía y Geodesia, Registro de Propiedad | https://web.archive.org/web/20150628165918/http://www.ipf.cu/es/catastro                                              |
| Ecuador                                       | Dirección Nacional de Avalúos y Catastros, Instituto Nacional de Desarrollo Agrario               | Suplemento del Registro Oficial 429 | 27 de septiembre de 2004                                                                | Dirección Nacional de Registro de Datos Públicos | http://www.habitatyvivienda.gob.ec                                                                                    |
| El Salvador                                   | Instituto Geográfico y del Catastro Nacional                                                      | | 1 de julio de 2004                                                                      | Centro Nacional de Registro | http://www.cnr.gob.sv/                                                                                                |
| Guatemala                                     | Registro de Información Catastral                                                                 | Decreto 41-2005 | 19 de julio de 2005                                                                     | Registro General de la Propiedad, Instituto Geográfico Nacional | http://www.ric.gob.gt/                                                                                                |
| Haití                                         | Oficina Nacional de Catastro                                                                      | | 1994                                                                                    | | |
| Honduras                                      | Dirección General de Catastro y Geografía                                                         | Ley de Propiedad, Decreto 82-2004 | 15 de junio de 2004                                                                     | Instituto de la Propiedad, Dirección General de Registros, Dirección de Regulación Predial | http://www.ip.gob.hn/                                                                                                 |
| México                                        | Ninguna. En México el catastro no es una función de carácter nacional.                            | Leyes y reglamentos estatales y municipales del catastro. Difieren entre entidades y municipios.                                             | 1982-2011                                                                               | Instituto Nacional de Estadística y Geografía | http://www.inegi.org.mx/geo/contenidos/catastro/                                                                      |
| Nicaragua                                     | Comisión Nacional de Catastro, Dirección General de Catastro Físico, Dirección de Catastro Fiscal | Ley General de Catastro Nacional 509 | El 17 de enero del año 2005                                                             | Instituto Nicaragüense de Estudios Territoriales, Dirección General de Catastro Físico, Dirección General de Ingresos, Dirección de Catastro Fiscal, Municipios, Registro Público de la Propiedad Inmueble y Mercantil                                                                                            | https://web.archive.org/web/20150924034645/http://www.ineter.gob.ni/articulos/areas-tecnicas/Catastro/Catastrofisico/ |
| Panamá                                        | Autoridad Nacional de Administración de Tierras                                                   | Ley 59 | 8 de octubre de 2010                                                                    | Instituto Geográfico Nacional Tommy Guardia | http://www.miviot.gob.pa                                                                                              |
| Paraguay                                      | Servicio Nacional de Catastro                                                                     | Ley 109/91 | 6 de enero de 1992                                                                      | Dirección General de los Registros Públicos, Instituto Nacional de Desarrollo Rural y de la Tierra | http://www.catastro.gov.py/                                                                                           |
| Perú                                          | Sistema Nacional Integrado de Información Catastral Predial                                       | Ley 28294 | 28 de junio de 2004                                                                     | Organismo de Formalización de la Propiedad Informal, Superintendencia Nacional de Bienes Estatales, Instituto Geográfico Nacional, Instituto Geológico Minero y Metalúrgico, Asamblea Nacional de Gobiernos Regionales, Asociación de Municipalidades del Perú, Consejo Directivo del Instituto Catastral de Lima | http://www.ipdc.com.pe                                                                                                |
| República Dominicana                          | Dirección General del Catastro Nacional                                                           | Ley 150-14 | 11 de abril de 2014                                                                     | Dirección Nacional de Mensuras Catastrales, La Dirección Nacional de Registros de Títulos | http://www.catastro.gob.do/                                                                                           |
| Uruguay                                       | Dirección de Catastro Nacional                                                                    | Proyecto de Ley Catastral | 1996                                                                                    | Dirección General de Registros, Servicio Geográfico Militar | http://catastro.mef.gub.uy                                                                                            |
| Venezuela                                     | Instituto Geográfico de Venezuela Simón Bolívar, Gerencia General de Catastro Nacional            | Ley de Geografía, Cartografía y Catastro Nacional. GO.37.002                                                                                 | 28 de julio de 2000                                                                     | Instituto Geográfico de Venezuela Simón Bolívar, Gerencia General de Geografía, Gerencia General de Cartografía, Direcciones de Catastro Municipal | https://web.archive.org/web/20180902101054/http://www.igvsb.gob.ve/                                                   |

### El catastro en Estados Unidos
En Estados Unidos, los estudios catastrales del Bureau of Land Management (BLM) mantienen registros de todas las tierras públicas. Estos levantamientos a menudo requieren un examen detallado de la historia del uso de la tierra, informes legales y otros documentos.
El Public Lands Survey System es un catastro de los Estados Unidos fundado por ley en 1785, tras el reconocimiento internacional de los Estados Unidos. El Dominion Land Survey es un estudio catastral similar realizado en el oeste de Canadá, iniciado en 1871 tras la creación del Dominio de Canadá en 1867. Ambos levantamientos catastrales se realizan en relación con el primer meridiano y las líneas de base.

### Catastro ruso
En la época del Imperio ruso, el catastro y el levantamiento ilustrativo significaban la valoración de una finca para determinar sus ingresos e imponer impuestos justos sobre la tierra. Hoy en día, los datos obtenidos durante el levantamiento catastral se introducen en el Rosreestr. Durante este proceso, uno de los puntos más importantes es coordinar la solución de diseño con los propietarios de los territorios vecinos.

### El catastro en Gran Bretaña
En 1836, el coronel Robert Dawson, de los Ingenieros Reales, propuso un levantamiento catastral a la luz de su experiencia en comisión de servicio en la Tithe Commission.